# Módulo de equipamiento
Un módulo de equipamiento (también conocido como módulo de servicio o compartimento de instrumentos) es el componente de una cápsula espacial tripulada que contiene diferentes sistemas de apoyo para realizar las operaciones de la nave espacial. Normalmente, se encuentra en una zona que no contiene tripulantes, sirve como almacén de sistemas y suministros críticos para la misión, como los sistemas eléctricos, el control del entorno y los tanques de propulsión. El módulo de servicio se desprende cuando finaliza la misión y suele quemarse en la reentrada atmosférica.
La expresión rusa para el módulo de servicio de la nave espacial Soyuz se suele traducir como "compartimento de montaje de instrumentos". Esto es debido a una característica de diseño que se basa en tener la orientación y otros sistemas informáticos en una cámara de presión separada de los motores del cohete, de los tanques de propulsión, y de los tanques de soporte vital. Los rusos utilizan el término "módulo" (модуль) en relación con los elementos de una estación espacial modular, como el módulo de servicio Zvezda.

## Diseño
Dependiendo de la arquitectura de la nave espacial y del diseño del sistema, el módulo de servicio suele contener lo siguiente:
- Pilas de combustible, paneles solares, o baterías que proporcionan energía eléctrica a la nave espacial (las baterías también se utilizan en la cápsula de la tripulación).
- Hidrógeno líquido (LH2) y oxígeno líquido (LOX) para el funcionamiento de la pila de combustible y la producción de agua, haciendo uso del oxígeno líquido para proporcionar oxígeno respirable a la tripulación.
- Helio o nitrógeno a presión para conducir el combustible desde los tanques de origen.
- Sistemas informáticos de guiado y sensores relacionados.
- Combustible y oxidante para los sistemas de control de reacción y propulsión de la nave espacial.
- Sistemas de control térmico para el correcto calentamiento y enfriamiento de los sistemas anteriores.

Normalmente esto se utilizaría en un módulo de servicio "básico", sin embargo, también podrían añadirse funciones adicionales.  Un ejemplo sería el módulo de equipamiento de Gemini 9, cuando se modificó para llevar la Unidad de Maniobras Tripuladas de la Fuerza Aérea de los EE. UU. que desarrolló el astronauta Eugene Cernan, pero que fue cancelada cuando su traje espacial se sobrecalentó, haciendo que el visor de su casco se empañara. El mejor ejemplo serían las tres últimas misiones Apolo, en las que los módulos de servicio de la serie J incluían instrumentos científicos (SIM) que tomaban fotografías y otras lecturas en la órbita lunar. Las cámaras que se utilizaron para tomar estas fotografías eran muy similares a las utilizadas en la sonda espacial estadounidense destinada a la exploración de la Luna. Además, requerían que el piloto del módulo de mando realizara un EVA en el espacio profundo durante el viaje de regreso. También, se lanzó un "subsatélite" lunar (en el Apolo 15 y 16) antes de que los astronautas realizasen reentrada a la atmósfera terrestre con el sistema de propulsión de servicio a bordo.
Una variación sin tripulantes única del concepto de módulo de servicio es el bloque de carga funcional desarrollado para la TKS (nave espacial) soviética. 
Además de la funcionalidad completa del módulo de servicio, se contaba con un muelle de carga a presión y un puerto de acoplamiento, (en lugar de su ubicación convencional en la parte delantera de la cápsula de reentrada, que en el caso del TKS poseía su propio módulo de servicio reducido con propulsores de desorbitación) permitiendo que el FGB permaneciera acoplado como una extensión de la estación espacial.

## Módulos de equipamiento operativos

### Zvezda (módulo de la ISS)
El Módulo de equipamiento Zvezda, es un módulo perteneciente a la Estación Espacial Internacional (ISS). Fue el tercer módulo lanzado a la estación, y proporciona todos los sistemas de soporte vital de la estación, donde algunos se complementan con el Segmento Orbital Estadounidense (USOS), incluyendo alojamientos con capacidad de hasta dos miembros de la tripulación. Este módulo es el centro estructural y funcional del Segmento orbital ruso (ROS), que corresponde a la parte rusa de la ISS. La tripulación se reúne en este punto para hacer frente a las emergencias en la estación. Zvezda fue lanzado en el vehículo de lanzamiento Protón el 12 de julio de 2000, y se acopló al módulo Zaryá el 26 de julio de 2000.
Su estructura básica, conocida como "DOS-8", se construyó inicialmente a mediados de los años 80 para ser el núcleo de la estación espacial MIR-2. Esto significa que Zvezda tiene un diseño similar al módulo central (DOS-7) de la estación espacial MIR. De hecho, estuvo etiquetado como MIR-2 durante bastante tiempo en la fábrica. Su lenguaje de diseño se remonta a las estaciones Salyut originales. Su estructura espacial fue finalizada en febrero de 1985 y los principales equipos internos se instalaron en octubre de 1986.
La estación espacial MIR-2 fue rediseñada después de que el módulo central de la plataforma de armas orbitales Polyus no alcanzara la órbita. Zvezda es aproximadamente 1⁄4 del tamaño de Polyus, y no contiene armamento.

### Módulo de equipamiento Soyuz
En la parte trasera de la nave espacial Soyuz se encuentra el módulo de servicio. Dispone de un contenedor a presión con forma de lata abombada (compartimento de instrumentación, priborniy otsek) que contiene sistemas de control de la temperatura, suministro de energía eléctrica, radiocomunicaciones de largo alcance, radiotelemetría e instrumentos de orientación y control. Una parte no presurizada del módulo de servicio (compartimento de propulsión, agregatniy otsek) contiene el motor principal y un sistema de propulsión alimentado por líquido que sirve para maniobrar en órbita e iniciar el descenso a la Tierra. En el exterior del módulo de servicio se encuentran los sensores del sistema de orientación y el conjunto de paneles solares, orientados al sol mediante el movimiento de rotación de la nave.
Una separación incompleta entre los módulos de servicio y de reentrada provocó situaciones de emergencia en las aeronaves Soyuz 5, Soyuz TMA-10 y Soyuz TMA-11, provocando una orientación errónea de la reentrada. El fallo de varios anclajes no cortó la conexión entre los módulos de servicio y reentrada en estos dos últimos vuelos.

### Módulo de equipamiento Shenzhou
La nave espacial Shenzhou consta de tres módulos: un módulo orbital delantero (轨道舱), un módulo de reentrada (返回舱) en el centro, y un módulo de servicio en la parte trasera (推进舱). Esta división se realizó para minimizar la cantidad de material que sería devuelto a la Tierra. Todo lo que se coloca en los módulos orbitales o de servicio no requiere de blindaje térmico, aumentando el espacio disponible en la nave espacial sin aumentar mucho el peso para que fueran capaces de soportar la reentrada.
El módulo de servicio de la parte trasera de la nave Shenzhou contiene el soporte vital y otros equipos necesarios para su correcto funcionamiento. Contiene dos pares de paneles solares, un par en el módulo de servicio y otro par en el módulo orbital, con una superficie total de más de 40 m² (430 pies²), y con una potencia eléctrica media superior a 1,5 kW.

### Módulo de equipamiento europeo (Orión)
El Módulo de Servicio Europeo es el componente del módulo de servicio de la nave espacial Orión, sirviendo como su principal componente de energía y propulsión hasta que es desechado al final de cada misión. El módulo de servicio apoya al módulo de la tripulación desde el lanzamiento hasta la separación antes de la reentrada. Su función principal es proporcionar capacidad de propulsión en el espacio para la transferencia orbital, control de posición y abortar ascensos a gran altura. Proporciona el agua y el oxígeno necesarios para un entorno habitable, además de generar y almacenar energía eléctrica manteniendo estable la temperatura de los sistemas y componentes del vehículo. Este módulo también puede transportar carga sin presión y material científico.
El módulo de servicio Orión originalmente diseñado por Estados Unidos, al igual que el módulo de la tripulación, se construyó con una aleación de Al-Li (para mantener el peso contenido), y contaba con un par de paneles solares circulares desplegables, de diseño similar a los paneles utilizados en el módulo de aterrizaje de Marte Phoenix. Los paneles, los primeros utilizados en una nave espacial tripulada estadounidense, permitirían a la NASA eliminar la necesidad de llevar pilas de combustible propensas a fallos, y su hardware asociado en el módulo de servicio, lo que daría lugar a una nave espacial más corta, pero con mayor maniobrabilidad.

## Módulos de equipamiento retirados o cancelados

### Retirados
- Módulo de equipamiento Vostok
- Módulo de equipamiento Voskhod
- Módulo de equipamiento Géminis
- Módulo de servicio Apolo
- Etapa de descenso del Módulo Lunar Apolo

### Cancelados
- CSTS
- Módulo de servicio Kliper
- Transbordador Hermes

## Artículos relacionados
- Programa Soyuz
- Programa Apolo
- Apollo Guidance Computer
- Programa Shenzhou
- Proyecto Constelación